# Conférence sur l'alcoolisme par Rigadin
Pour plus de détails, voir Fiche technique et Distribution.
Conférence sur l'alcoolisme par Rigadin est un film muet français réalisé par Georges Monca, sorti en 1912.

## Fiche technique
- Titre : Conférence sur l'alcoolisme par Rigadin
- Réalisation : Georges Monca
- Scénario : Armand Numès et Charles Prince
- Photographie :
- Montage :
- Société de production : Pathé Frères
- Société de distribution : Pathé Frères
- Pays d'origine :  France
- Langue : film muet avec les intertitres en français
- Métrage : 160 mètres
- Format : Noir et blanc — 35 mm — 1,33:1 — Muet
- Genre : Comédie
- Durée : 5 minutes et 20 secondes
- Dates de sortie : 
  - France : 1912

## Distribution
- Charles Prince : Rigadin
- Moricey